# Jan Kuś (lekarz)
Jan Józef Kuś (ur. 24 lipca 1929, zm. 25 stycznia 2017 w Warszawie) – polski lekarz laryngolog, nauczyciel akademicki, profesor nauk medycznych.

## Życiorys
W 1953 uzyskał dyplom lekarza w Akademii Medycznej w Warszawie. Specjalista w zakresie laryngologii (I stopień w 1956 i II stopień w 1958).
Stopień doktora nauk medycznych uzyskał w 1964 w Akademii Medycznej w Warszawie na podstawie pracy pt. Obraz kliniczny zapalenia neuronu przedsionkowego (zawrotów nagminnych). W 1974 w tej samej uczelni uzyskał stopień doktora habilitowanego na podstawie pracy pt. Leczenie operacyjne niedosłuchu w wadach wrodzonych ucha. W 1990 otrzymał tytuł profesora nadzwyczajnego, a w 1996 profesora zwyczajnego.
W latach 1958–1970 pracował w Klinice Otolaryngologii Akademii Medycznej. Od 1981 do przejścia na emeryturę w 1999 związany z Centrum Medycznym Kształcenia Podyplomowego, jako kierownik Kliniki Otolaryngologii CMKP w Szpitalu Bródnowskim oraz w latach 1990-1993 dyrektor tej uczelni. Wieloletni konsultant krajowy w dziedzinie otolaryngologii oraz nauczyciel wielu pokoleń lekarzy specjalistów otolaryngologów.
Członek towarzystw naukowych w tym m.in.: Członek Honorowy Polskiego Towarzystwa Otorynolaryngologów Chirurgów Głowy i Szyi.
W 2005 za wybitne zasługi w pracy zawodowej na rzecz ochrony zdrowia został odznaczony Krzyżem Oficerskim Orderu Odrodzenia Polski.

## Odznaczenia
- Krzyż Oficerski Orderu Odrodzenia Polski